# Arbeitserziehungslager Fehrbellin
Das Arbeitserziehungslager Fehrbellin, kurz AEL Fehrbellin oder Ael Fehrbellin, in Fehrbellin, war zwischen 1942 und April 1945 neben dem KZ Ravensbrück bei Fürstenberg das zentrale Frauenstraflager der Reichshauptstadt Berlin, das von der Gestapostelle Potsdam geleitet wurde, es lieferten jedoch hauptsächlich die verschiedenen Berliner Gestapo-Stellen Frauen in das Arbeitserziehungslager als Gefangene ein.

## Häftlingszahlen
Bis April 1945 waren nach den wenigen erhaltenen Listen kontinuierlich zwischen 300 und 600 „Häftlinge“ (oder „AEL-Mädels“ in den Firmenakten genannte Personen) zur Strafe für verschiedenste Vergehen im Arbeitseinsatz bei der Flachsernte und Flachsproduktion. Haftgründe waren oft Arbeitsverweigerung oder Fluchtversuche von ausländischen Zwangsarbeiterinnen oder eine wenig gravierende, verbale politische Herabsetzung des NS-Regimes durch deutsche Frauen. Rund 8000 Frauen dürften bei einer vermuteten durchschnittlichen Haftdauer von 56 Tagen durch das Lager gegangen sein. Es ist aber auch eine Anzahl von etwa 10.000 Gefangenen in diesem Zeitraum möglich.

## Lagerführung
Lagerführer war ein Polizeiobersekretär Fritz Neusesser. Neben Polizei- und SS-Mannschaften als äußere Wachen wurden weibliche Gefängniswachtmeister zur inneren Führung eingesetzt.

## Das Lager

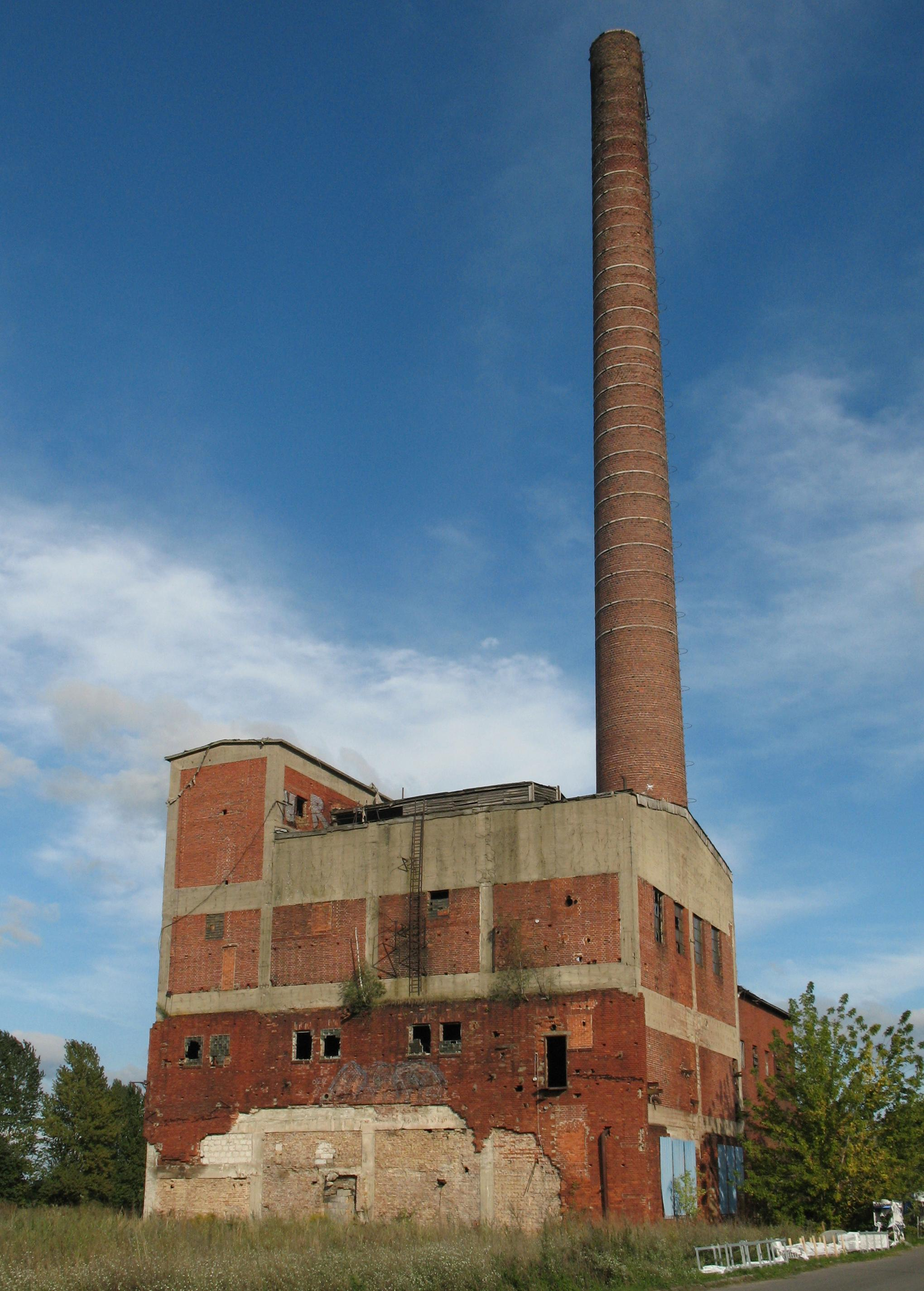
Ehemalige Bastfaserfabrik in Fehrbellin

Die Unterbringung erfolgte in Holzbaracken um einen Appellplatz. In den Baracken standen zweistöckige Betten aus Holz ohne Decken, nur mit Matratzen aus Stroh. In der Barackenmitte befand sich ein kleiner Ofen. Dadurch war es im Winter sehr kalt. Bei Fliegeralarm konnte ein Luftschutzkeller in der Fabrik benutzt werden. Die hygienischen Bedingungen werden als miserabel geschildert, da es weder Ersatzwäsche noch Seife oder warmes Wasser gab.

## Die Hanf-Fabrik
Im Jahre 1935 entstand in Wuppertal die Bastfaser GmbH. Im Zuge der nationalsozialistischen Autarkiepolitik wurde die Hanf- und Flachsproduktion wieder verstärkt. Nach der Gründung des Hanfwerks Rhinow/Mark im Jahr 1937 wurde der Firmensitz 1940 nach Fehrbellin verlegt, da um diesen Ort das wichtigste Anbaugebiet in Deutschland lag. Eine Voraussetzung zur Firmenverlagerung ins dünn besiedelte Brandenburg war die Möglichkeit zur Beschaffung von Arbeitskräften. Gearbeitet wurde in drei Schichten, ab Februar 1943 in zwei 12-Stunden-Schichten. Die Gefangenen arbeiteten vor allem beim Dreschen im Freien und beim Beschicken der Dreschmaschinen.

## Bestrafungen, Misshandlungen
Nach den Erinnerungen von Häftlingen wurden mehrfach Häftlinge zu Tode geschlagen. Hierzu wurde der Name der Aufseherin Frieda Stranz genannt. Amtlich ist über Todesfälle in Fehrbellin nichts bekannt geworden; die Sterbebücher aus der Kriegszeit blieben verschwunden.